# Mistrzostwa Świata w Hokeju na Lodzie 2017 (III Dywizja)
Mistrzostwa Świata w Hokeju na Lodzie III dywizji 2017 rozegrane zostały w dniach 10-16 kwietnia. Zmagania odbyły się w stolicy Bułgarii, Sofii. Reprezentacje grały w dwóch grupach systemem każdy z każdym, następnie dwie najlepsze drużyny z każdych grup awansowały do fazy pucharowej, której najlepsza drużyna awansowała do mistrzostw świata dywizji II gr. B w 2018 roku.
Pierwotnie w turnieju miało wystartować 8 drużyn, jednak przed rozpoczęciem rozgrywek drużyna Bośni i Hercegowiny zrezygnowała ze startu. Wyniki spotkań w których miała startować ta drużyna ustalono jako walkower 0:5. 
Hale, w której rozegrano zawody:
- Zimowy Pałac Sportu, Sofia

## Faza grupowa
Godziny rozpoczęcia spotkań wg czasu UTC+03:00
Grupa A
| 10 kwietnia 2017 | Bułgaria | 3:0 | Chińskie Tajpej | Zimowy Pałac Sportu, Sofia |

| Szczegóły      | Szczegóły                                                     | Szczegóły       | Szczegóły   | Szczegóły                            |
| -------------- | ------------------------------------------------------------- | --------------- | ----------- | ------------------------------------ |
| Godzina: 20:00 | W. Dikow (EQ) 21:51 M. Wasilew (PP) 38:55 W. Dikow (EQ) 54:42 | (0:0, 2:0, 1:0) |             | Widzów: 950 Sędzia główny: Miha Bajt |
| Godzina: 20:00 | 28 min. kar                                                   |                 | 18 min. kar | Widzów: 950 Sędzia główny: Miha Bajt |

| 11 kwietnia 2017 | Hongkong | 3:10 | Bułgaria | Zimowy Pałac Sportu, Sofia |

| Szczegóły      | Szczegóły                                                                       | Szczegóły       | Szczegóły | Szczegóły                            |
| -------------- | ------------------------------------------------------------------------------- | --------------- | --- | ------------------------------------ |
| Godzina: 20:00 | L. L. L. Au-Yeung (EQ) 02:01 L. L. L. Au-Yeung (PP1) 08:55 C. L. Lau (EQ) 26:39 | (2:4, 1:2, 0:4) | 09:20 (EQ) G. Iskrenow 11:14 (PP1) M. Nikołow 16:13 (PP1) D. Diłkow 19:08 (EQ) G. Iskrenow 36:05 (EQ) S. Muhaczew 39:29 (EQ) D. Diłkow 42:44 (EQ) A. Jotow 47:34 (EQ) S. Muhaczew 53:28 (EQ) G. Iskrenow 58:13 (SH1) G. Iskrenow | Widzów: 800 Sędzia główny: Kim No-su |
| Godzina: 20:00 | 10 min. kar                                                                     |                 | 18 min. kar | Widzów: 800 Sędzia główny: Kim No-su |

| 13 kwietnia 2017 | Chińskie Tajpej | 2:5 | Hongkong | Zimowy Pałac Sportu, Sofia |

| Szczegóły      | Szczegóły                                   | Szczegóły       | Szczegóły | Szczegóły                            |
| -------------- | ------------------------------------------- | --------------- | --- | ------------------------------------ |
| Godzina: 16:30 | Yang H.-H. (PP1) 27:50 Lin T.-C. (EQ) 45:03 | (0:3, 1:1, 1:1) | 06:13 (PP1) Lennon. L. L. A.-Y. 13:34 (EQ) Kan. S. H. 13:59 (EQ) Ngan C. L. 31:38 (EQ) Kan. S. H. 58:54 (SH1) Chau C.L. | Widzów: 50 Sędzia główny: Cemal Kaya |
| Godzina: 16:30 | 16 min. kar                                 |                 | 12 min. kar | Widzów: 50 Sędzia główny: Cemal Kaya |

| Lp. | Zespół               | M | Pkt | Z | Zd | Pd | P | G+ | G- | +/- |
| --- | -------------------- | - | --- | - | -- | -- | - | -- | -- | --- |
| 1   | Bułgaria             | 3 | 9   | 3 | 0  | 0  | 0 | 18 | 3  | +15 |
| 2   | Hongkong             | 3 | 6   | 2 | 0  | 0  | 1 | 13 | 12 | +1  |
| 3   | Chińskie Tajpej      | 3 | 3   | 1 | 0  | 0  | 2 | 7  | 8  | -1  |
| 4   | Bośnia i Hercegowina | 3 | 0   | 0 | 0  | 0  | 3 | 0  | 15 | -15 |

      = awans do półfinałów       = miejsca 5-7       = drużyna wycofała się
Grupa B
| 10 kwietnia 2017 | Luksemburg | 17:0 | Zjednoczone Emiraty Arabskie | Zimowy Pałac Sportu, Sofia |

| Szczegóły      | Szczegóły | Szczegóły       | Szczegóły   | Szczegóły                            |
| -------------- | --- | --------------- | ----------- | ------------------------------------ |
| Godzina: 13:00 | B. Welter (EQ) 01:15 M. Mosr (EQ) 04:07 K. Linster (EQ) 07:01 M. Eriksson (EQ) 11:00 T. Beran (EQ) 20:24 E. Wambach (EQ) 21:03 C. Cannon (EQ) 22:48 T. Beran (EQ) 32:56 C. Cannon (EQ) 33:27 B. Houdremont (EQ) 37:31 C. Cannon (EQ) 40:15 B. Welter (SH1) 44:41 C. Cannon (PP1) 47:08 K. Linster (PP1) 50:00 C. Cannon (EQ) 53:55 B. Welter (EQ) 54:06 B. Linster (EQ) 59:20 | (4:0, 6:0, 7:0) |             | Widzów: 50 Sędzia główny: Piotr Baca |
| Godzina: 13:00 | 12 min. kar |                 | 12 min. kar | Widzów: 50 Sędzia główny: Piotr Baca |

| 10 kwietnia 2017 | Południowa Afryka | 5:6 | Gruzja | Zimowy Pałac Sportu, Sofia |

| Szczegóły      | Szczegóły                                                                                                   | Szczegóły       | Szczegóły | Szczegóły                               |
| -------------- | --- | --------------- | --- | --------------------------------------- |
| Godzina: 16:30 | D. Magmoed (PP1) 05:44 J. Valadas (EQ) 28:35 U. Samaai (PP1) 48:35 A. Marais (EQ) 52:09 M. Giot (PP1) 55:08 | (1:1, 1:2, 3:3) | 04:12 (EQ) W. Dumbadze 33:57 (EQ) W. Dumbadze 36:06 (PP1) M. Szałunow 42:50 (EQ) A. Kurbatow 47:43 (PP1) G. Filimonow 51:52 (PP1) A. Kurbatow | Widzów: 100 Sędzia główny: Iwan Fatejew |
| Godzina: 16:30 | 46 min. kar                                                                                                 |                 | 48 min. kar | Widzów: 100 Sędzia główny: Iwan Fatejew |

| 11 kwietnia 2017 | Luksemburg | 6:4 | Gruzja | Zimowy Pałac Sportu, Sofia |

| Szczegóły      | Szczegóły | Szczegóły       | Szczegóły                                                                                    | Szczegóły                            |
| -------------- | --- | --------------- | -------------------------------------------------------------------------------------------- | ------------------------------------ |
| Godzina: 13:00 | F. Schons (PP1) 13:29 M. Eriksson (EQ) 20:31 T. Beran (PP1) 25:25 C. Cannon (EQ) 36:39 B. Welter (PP1) 57:10 C. Cannon (EQ) 59:09 | (1:1, 3:1, 2:2) | 19:40 (PP1) A. Kozjulin 37:35 (PS) I. Szwecow 42:07 (EQ) I. Szwecow 58:13 (PP1) G. Filimonow | Widzów: 50 Sędzia główny: Cemal Kaya |
| Godzina: 13:00 | 22 min. kar |                 | 48 min. kar                                                                                  | Widzów: 50 Sędzia główny: Cemal Kaya |

| 11 kwietnia 2017 | Zjednoczone Emiraty Arabskie | 0:8 | Południowa Afryka | Zimowy Pałac Sportu, Sofia |

| Szczegóły      | Szczegóły   | Szczegóły       | Szczegóły | Szczegóły                             |
| -------------- | ----------- | --------------- | --- | ------------------------------------- |
| Godzina: 16:30 |             | (0:1, 0:4, 0:3) | 04:05 (EQ) X. Botha 26:43 (EQ) D. Compton 32:48 (EQ) J.M. van Doesburgh 33:14 (PP1) U. Samaai 38:08 (PP1) D. Magmoed 49:05 (EQ) M. de Jager 54:29 (SH1) J.M. van Doesburgh 58:28 (SH1) J. Gonsalves | Widzów: 50 Sędzia główny: Michał Baca |
| Godzina: 16:30 | 14 min. kar |                 | 30 min. kar | Widzów: 50 Sędzia główny: Michał Baca |

| 13 kwietnia 2017 | Gruzja | 19:0 | Zjednoczone Emiraty Arabskie | Zimowy Pałac Sportu, Sofia |

| Szczegóły      | Szczegóły | Szczegóły       | Szczegóły   | Szczegóły                            |
| -------------- | --- | --------------- | ----------- | ------------------------------------ |
| Godzina: 13:00 | I. Szwecow (PP1) 04:13 I. Szwecow (EQ) 04:31 M. Szałunow (EQ) 07:50 D. Oganeziani (EQ) 08:58 A. Kozjulin (EQ) 11:39 G. Filimonow (EQ) 13:29 A. Kozjulin (EQ) 13:39 A. Kozjulin (EQ) 15:09 M. Szałunow (EQ) 18:25 A. Kurbatow (PP1) 20:36 W. Dumbadze (EQ) 37:58 A. Kozjulin (SH1) 49:08 W. Dumbadze (EQ) 49:38 A. Kozjulin (EQ) 51:24 A. Kurbatow (EQ) 52:27 A. Kozjulin (SH1) 54:53 A. Kozjulin (SH1) 57:40 A. Kozjulin (EQ) 59:07 A. Kurbatow (EQ) 59:41 | (9:0, 2:0, 8:0) |             | Widzów: 300 Sędzia główny: Miha Bajt |
| Godzina: 13:00 | 30 min. kar |                 | 10 min. kar | Widzów: 300 Sędzia główny: Miha Bajt |

| 13 kwietnia 2017 | Południowa Afryka | 1:3 | Luksemburg | Zimowy Pałac Sportu, Sofia |

| Szczegóły      | Szczegóły             | Szczegóły       | Szczegóły                                                         | Szczegóły                            |
| -------------- | --------------------- | --------------- | ----------------------------------------------------------------- | ------------------------------------ |
| Godzina: 20:00 | J. Valadas (EQ) 50:54 | (0:1, 0:0, 1:2) | 07:04 (EQ) S. Minden 56:46 (EQ) R. Beran 59:11 (EN) B. Houdremont | Widzów: 250 Sędzia główny: Kim No-su |
| Godzina: 20:00 | 8 min. kar            |                 | 18 min. kar                                                       | Widzów: 250 Sędzia główny: Kim No-su |

| Lp. | Zespół                       | M | Pkt | Z | Zd | Pd | P | G+ | G- | +/- |
| --- | ---------------------------- | - | --- | - | -- | -- | - | -- | -- | --- |
| 1   | Luksemburg                   | 3 | 9   | 3 | 0  | 0  | 0 | 26 | 5  | +21 |
| 2   | Gruzja                       | 3 | 6   | 2 | 0  | 0  | 1 | 29 | 11 | +18 |
| 3   | Południowa Afryka            | 3 | 3   | 1 | 0  | 0  | 2 | 14 | 9  | +5  |
| 4   | Zjednoczone Emiraty Arabskie | 3 | 0   | 0 | 0  | 0  | 3 | 0  | 44 | -44 |

      = awans do półfinałów       = miejsca 5-7

## Faza pucharowa
Godziny rozpoczęcia spotkań wg czasu UTC+03:00

### Mecze o miejsca 5-7
|  |                              |                              |          |                   |                   |                 |                 |       |
|  | Półfinał                     | Półfinał                     | Półfinał |                   |                   | Finał           | Finał           | Finał |
|  | Półfinał                     | Półfinał                     | Półfinał |                   |                   | Finał           | Finał           | Finał |
|  |                              |                              |          |                   |                   |                 |                 |       |
|  |                              |                              |          |                   |                   |                 |                 |       |
|  |                              |                              |          | Południowa Afryka | Południowa Afryka | 7               |                 |       |
|  |                              |                              |          | Południowa Afryka | Południowa Afryka | 7               |                 |       |
|  | Chińskie Tajpej              | Chińskie Tajpej              | 4        |                   |                   | Chińskie Tajpej | Chińskie Tajpej | 3     |
|  | Chińskie Tajpej              | Chińskie Tajpej              | 4        |                   |                   | Chińskie Tajpej | Chińskie Tajpej | 3     |
|  | Zjednoczone Emiraty Arabskie | Zjednoczone Emiraty Arabskie | 0        |                   |                   |                 |                 |       |
|  | Zjednoczone Emiraty Arabskie | Zjednoczone Emiraty Arabskie | 0        |                   |                   |                 |                 |       |

Mecze o miejsca 5-7
| 15 kwietnia 2017 | Chińskie Tajpej | 4:0 | Zjednoczone Emiraty Arabskie | Zimowy Pałac Sportu, Sofia |

| Szczegóły      | Szczegóły                                                                                  | Szczegóły | Szczegóły  | Szczegóły                            |
| -------------- | ------------------------------------------------------------------------------------------ | --------- | ---------- | ------------------------------------ |
| Godzina: 10:00 | Tseng Ha-t. (PP) 06:43 Lin Tzu-ch. (PP) 10:25 Wei Yu-k. (EQ) 12:32 Shen Yen-ch. (EQ) 46:17 |           |            | Widzów: 50 Sędzia główny: Cemal Kaya |
| Godzina: 10:00 | 14 min. kar                                                                                |           | 8 min. kar | Widzów: 50 Sędzia główny: Cemal Kaya |

Mecz o 5 miejsce
| 16 kwietnia 2017 | Południowa Afryka | 7:3 | Chińskie Tajpej | Zimowy Pałac Sportu, Sofia |

| Szczegóły      | Szczegóły | Szczegóły       | Szczegóły                                                      | Szczegóły                            |
| -------------- | --- | --------------- | -------------------------------------------------------------- | ------------------------------------ |
| Godzina: 12:30 | M. Willemstijn (EQ) 01:05 B. Husselman (EQ) 05:53 M. Giot (PP) 18:11 B. Husselman (EQ) 25:56 M. Edwards (EQ)31:56 X. Botha (EQ)) 39:56 U. Samaai (EQ) 48:22 | (3:2, 3:0, 1:1) | 06:54 (EQ) Wei Yu-c. 19:56 (EQ) Shen Yen-c. 43:29 (PP) Tang Y. | Widzów: 150 Sędzia główny: Kim No-su |
| Godzina: 12:30 | 18 min. kar |                 | 8 min. kar                                                     | Widzów: 150 Sędzia główny: Kim No-su |

### Mecze o miejsca 1-4
|  |                  |            |            |                   |    |          |          |       |
|  | Półfinały        | Półfinały  | Półfinały  |                   |    | Finał    | Finał    | Finał |
|  | Półfinały        | Półfinały  | Półfinały  |                   |    | Finał    | Finał    | Finał |
|  | 15 kwietnia 2017 |            |            |                   |    |          |          |       |
|  |                  |            |            |                   |    |          |          |       |
|  | Bułgaria         | Bułgaria   | 9          |                   |    |          |          |       |
|  | Bułgaria         | Bułgaria   | 9          | 16 kwietnia 2017  |    |          |          |       |
|  | Gruzja           | Gruzja     | 3          |                   |    |          |          |       |
|  | Gruzja           | Gruzja     | 3          |                   |    | Bułgaria | Bułgaria | 4     |
|  | 15 kwietnia 2017 |            |            |                   |    | Bułgaria | Bułgaria | 4     |
|  |                  |            | Luksemburg | Luksemburg        | 10 |          |          |       |
|  | Luksemburg       | Luksemburg | Luksemburg | Luksemburg        | 10 | 8        |          |       |
|  | Luksemburg       | Luksemburg |            |                   |    |          |          |       |
|  | Hongkong         | Hongkong   | 1          |                   |    |          |          |       |
|  | Hongkong         | Hongkong   | 1          | Mecz o 3. miejsce |    |          |          |       |
|  |                  |            |            |                   |    |          |          |       |
|  | 16 kwietnia 2017 |            |            |                   |    |          |          |       |
|  |                  |            |            |                   |    |          |          |       |
|  | Gruzja           | Gruzja     | 14         |                   |    |          |          |       |
|  | Gruzja           | Gruzja     | 14         |                   |    |          |          |       |
|  | Hongkong         | Hongkong   | 3          |                   |    |          |          |       |
|  | Hongkong         | Hongkong   | 3          |                   |    |          |          |       |

Półfinały
| 15 kwietnia 2017 | Luksemburg | 8:1 | Hongkong | Zimowy Pałac Sportu, Sofia |

| Szczegóły      | Szczegóły | Szczegóły       | Szczegóły              | Szczegóły                               |
| -------------- | --- | --------------- | ---------------------- | --------------------------------------- |
| Godzina: 16:30 | K. Linster (EQ) 02:50 C. Cannon (EQ) 17:41 C. Cannon (EQ) 19:59 Minden (EQ) 28:19 C. Cannon (EQ) 29:34 T. Beran (EQ) 48:51 E. Wambach (EQ) 57:20 M. Mosr (EQ) 58:07 | (3:0, 2:1, 3:0) | 20:11 (EQ) L. Au-yeung | Widzów: 250 Sędzia główny: Ivan Fatejew |
| Godzina: 16:30 | 2 min. kar |                 | 2 min. kar             | Widzów: 250 Sędzia główny: Ivan Fatejew |

| 15 kwietnia 2017 | Bułgaria | 9:3 | Gruzja | Zimowy Pałac Sportu, Sofia |

| Szczegóły      | Szczegóły | Szczegóły       | Szczegóły                                                          | Szczegóły                              |
| -------------- | --- | --------------- | ------------------------------------------------------------------ | -------------------------------------- |
| Godzina: 20:00 | G.Iskrenow (EQ) 07:59 M. Wasilew (PP) 11:23 M. Nikołow (EQ) 15:19 C. Cwetanow (EQ) 17:29 S. Muhaczew (SH) 26:38 T. Georgiew (EQ) 37:15 C. Cwetanow (EQ) 44:12 G.Iskrenow (EQ) 50:16 C. Cwetanow (PP) 52:36 | (4:0, 2:1, 3:2) | 24:10 (PP) A. Kozjulin 42:32 (EQ) I. Szwecow 55:30 (EQ) I. Szwecow | Widzów: 750 Sędzia główny: Michał Baca |
| Godzina: 20:00 | 12 min. kar |                 | 40 min. kar                                                        | Widzów: 750 Sędzia główny: Michał Baca |

Mecz o 3 miejsce
| 16 kwietnia 2017 | Hongkong | 3:14 | Gruzja | Zimowy Pałac Sportu, Sofia |

| Szczegóły      | Szczegóły                                                | Szczegóły       | Szczegóły | Szczegóły                           |
| -------------- | -------------------------------------------------------- | --------------- | --- | ----------------------------------- |
| Godzina: 16:00 | A. Sham (EQ) 08:11 J. Tang (PP) 25:56 J. Tang (EQ) 53:38 | (1:6, 1:3, 1:5) | 06:13 (EQ) W. Dumbadze 07:51 (EQ) A. Kozjulin 10:26 (PP) A. Kurbatow 15:12 (PP) I. Szwecow 18:45 (EQ) A. Kozjulin 19:40 (EQ) A. Kozjulin 28:28 (EQ) I. Szwecow 31:08 (EQ) W. Dumbadze 32:09 (EQ) G. Oganeziani 42:09 (EQ) I. Szwecow 45:44 (PP) I. Szwecow 48:45 (EQ) A. Kozjulin 50:47 (EQ) G. Jeiranashvili 56:41 (PP) G. Oganeziani | Widzów: 50 Sędzia główny: Miha Bajt |
| Godzina: 16:00 | 10 min. kar                                              |                 | 6 min. kar | Widzów: 50 Sędzia główny: Miha Bajt |

Finał
| 16 kwietnia 2017 | Luksemburg | 10:4 | Bułgaria | Zimowy Pałac Sportu, Sofia |

| Szczegóły      | Szczegóły | Szczegóły       | Szczegóły                                                                            | Szczegóły                               |
| -------------- | --- | --------------- | ------------------------------------------------------------------------------------ | --------------------------------------- |
| Godzina: 19:30 | T. Beran (EQ) 04:36 B. Welter (EQ) 15:47 F. Schons (EQ) 18:49 K. Linster (PP) 22:48 B. Welter (EQ) 31:34 M. Mosr (EQ) 37:56 C. Cannon (PP) 39:53 M. Mosr (PP) 51:06 T. Beran (EQ) 52:50 R. Beran (EN) 56:34 | (3:3, 4:1, 3:0) | 02:15 (EQ) M. Wasilew 09:17 (PP) A. Jotow 15:15 (EQ) G. Iskrenow 29:39 (SH) A. Jotow | Widzów: 950 Sędzia główny: Iwan Fatejew |
| Godzina: 19:30 | 12 min. kar |                 | 34 min. kar                                                                          | Widzów: 950 Sędzia główny: Iwan Fatejew |

Nagrody indywidualne
Dyrektoriat turnieju wybiera trójkę najlepszych zawodników, po jednym na każdej pozycji:
- Bramkarz:  Liao Yu-cheng
- Obrońca:  Artem Kurbatow
- Napastnik:  Robert Beran